# Juan Carlos Oyarzún
Juan Carlos Oyarzún (Ushuaia, 6 de junio de 1951-Ushuaia, 11 de diciembre de 2021) fue un político argentino del Movimiento Popular Fueguino. Se desempeñó como senador nacional por la provincia de Tierra del Fuego, Antártida e Islas del Atlántico Sur entre 1992 y 1998. También fue secretario parlamentario de la cámara alta en dos ocasiones.

## Biografía
Nació en Ushuaia en 1951. Se incorporó a la Unión Popular Fueguina en 1971, partido que en 1984 adoptó el nombre de Movimiento Popular Fueguino (MOPOF), siendo designado presidente del mismo en 1989.
Fue concejal de Ushuaia entre 1983 y 1985, ejerciendo la presidencia del Concejo Deliberante. En 1985 fue candidato a intendente de dicha ciudad. Tuvo participación en la redacción de la constitución de Tierra del Fuego y se desempeñó como subsecretario de Hacienda. Entre 1991 y 1992 integró la primera conformación de la Legislatura de la provincia de Tierra del Fuego.
En febrero de 1992 la Legislatura fueguina en sesión especial lo designó, junto a Daniel Esteban Martínez, como los primeros senadores nacionales por la nueva provincia de Tierra del Fuego, Antártida e Islas del Atlántico Sur, asumiendo sus bancas unos días después. A Oyarzún le correspondió un mandato de seis años hasta 1998.
Fue presidente de la comisión de Deportes y vocal de las comisiones de Legislación General; de Acuerdos; de Asuntos Administrativos y Municipales; de Turismo; y de Deuda Social. Posteriormente se editaría una publicación sobre su mandato titulada «Tierra del Fuego en el Senado de la Nación».
Fue Secretario Parlamentario del Senado de la Nación entre diciembre de 1998 y diciembre de 1999, y por segunda vez entre noviembre de 2000 y mayo de 2003, a propuesta del bloque de senadores del Partido Justicialista. Luego fue secretario ejecutivo alterno de la delegación argentina ante el Parlamento Latinoamericano desde 2005 hasta 2012.
Falleció el 11 de diciembre de 2021, a los 70 años.